# Pier Angelo Conti Manzini
Pier Angelo Conti Manzini, né le 30 juin 1946 à Gera Lario, mort le 28 octobre 2003 à Sagnino, est un rameur italien.
Il remporte la médaille de bronze sur quatre sans barreur lors des Jeux olympiques de 1968 à Mexico.